# National Board of Review Awards 2019
91th NBR Awards

Melhor Filme: 
O Irlandês
O 91º National Board of Review Awards, que homenageia os melhores filmes de 2019, foi anunciado em 3 de dezembro de 2019.

## Top 10 de Melhores Filmes do Ano
A NBR lista o Melhor Filme do Ano primeiro, e os vice-campeões em ordem alfabética (de acordo com o título original):
- O Irlandês
- 1917
- Meu Nome É Dolemite
- Ford vs. Ferrari
- Jojo Rabbit
- Entre Facas e Segredos
- História de um Casamento
- Era Uma Vez Em... Hollywood
- Richard Jewell
- Jóias Brutas
- Waves

## Melhores Filmes Estrangeiros do Ano
- Parasita[2]
- Atlantique
- A Vida Invisível
- Dor e Glória
- Retrato de Uma Jovem em Chamas
- Em Trânsito

## Melhores Documentários do Ano
- Maiden[3]
- Indústria Americana
- Apollo 11
- The Black Godfather
- Rolling Thunder Revue: A Bob Dylan Story by Martin Scorsese
- Wrestle

## Top 10 de Melhores Filmes Independentes do Ano
- A Despedida
- Give Me Liberty
- Uma Vida Oculta
- Judy: Muito Além do Arco-Íris
- The Last Black Man in San Francisco
- Midsommar
- The Nightingale
- The Peanut Butter Falcon
- The Souvenir
- As Loucuras de Rose

## Vencedores
Melhor Filme:
- The Irishman

Melhor Diretor:
- Quentin Tarantino, Once Upon a Time in Hollywood

Melhor Ator:
- Adam Sandler, Uncut Gems

Melhor Atriz:
- Renée Zellweger, Judy: Muito Além do Arco-Íris

Melhor Ator Codjuvante:
- Brad Pitt, Era Uma Vez Em... Hollywood

Melhor Atriz Coadjuvante:
- Kathy Bates, Richard Jewell

Melhor Roteiro Original:
- Ronald Bronstein, Josh e Benny Safdie, Uncut Gems

Melhor Roteiro Adaptado:
- Steve Zaillian, The Irishman

Melhor Filme de Animação:
- How to Train Your Dragon: The Hidden World

Melhor Revelação:
- Paul Walter Hauser, Richard Jewell

Melhor Estreia de Diretor Estreante:
- Melina Matsoukas, Queen & Slim

Melhor Filme Estrangeiro:
- Parasita

Melhor Documentário:
- Maiden

Melhor Elenco:
- Entre Facas e Segredos

NBR Liberdade de Expressão:
- For Sama
- Just Mercy

Melhor Fotografia de Cinema
- Roger Deakins, 1917

NBR Icon Award
- Martin Scorsese
- Robert De Niro
- Al Pacino